# Sam Totman
Sam Totman (ur. 8 sierpnia 1979 w Hertfordshire) – brytyjski muzyk i kompozytor, członek power metalowego zespołu DragonForce. W młodości przeprowadził się do Nowej Zelandii. Na scenie muzycznej działa od 1992. Był członkiem zespołów Power Quest, Demoniac i Shadow Warriors.
Gra na gitarze elektrycznej, gitarze basowej i keyboardzie.

## Instrumentarium
- Ibanez Iceman IC400
- Ibanez STM1WH
- Jackson Randy Rhoads

## Nagrody i wyróżnienia
| Rok  | Kategoria   | Tytułem    | Nagroda                         | Nota | Źródło |
| ---- | ----------- | ---------- | ------------------------------- | ---- | ------ |
| 2009 | Shredder(s) | Sam Totman | Metal Hammer Golden Gods Awards | Laur | [ 6 ]  |